# Annika Duckmark
Annika Duckmark (Borås, 17 de septiembre de 1971) es una modelo y conductora de televisión sueca. Fue coronada Miss Suecia 1996.
Gracias a la victoria del título de Miss Suecia, Duckmark pudo representar a su nación con motivo del concurso de belleza internacional Miss Universo 1996, que se celebró en Las Vegas el 17 de mayo de 1996. Annika Duckmark se clasificó en la décima posición.
Estuvo casada con el exjugador de fútbol Tomas Brolin, de quien luego se divorció en 2006.